# 대도오
《대도오》는 좌백의 작품으로 1995년 4월 1일, 도서출판 뫼에서 출간되었다.

## 작품 개요
재미있는 작품을 자신이 직접 써보겠다고 나선 작가 좌백의 첫 작품이다. 낭인무사 대도오가 구륜교(九輪敎)와 치열한 전투를 벌이던 철기맹(鐵旗盟)의 흑기당(黑旗堂) 제오향(第五香) 풍자조(風字組)의 조장이 되면서 이야기는 시작된다. 그리고 거침없는 대도오의 행보가 이어진다.

## 등장인물
- 대도오(大刀傲)
- 매봉옥(梅鳳玉)
- 반효(潘梟)
- 노대(老大)
- 호절
- 화웅
- 독고홍
- 독고청청
- 하향월
- 강구심
- 운기준
- 혁력소천
- 혁련소미
- 개정천
- 상학
- 아구
- 아묘
- 천남마군
- 천수인마
- 냉사독
- 종리휴

## 연결권 서지정보
| 제목     | 저자 | 출판사      | 출간일     | 페이지  | ISBN                                          |
| 대도오 1 | 좌백 | 도서출판 뫼 | 1995.04.01 | 306(A5) | ISBN-10 : 8980510462, ISBN-13 : 9788980510467 |
| 대도오 2 | 좌백 | 도서출판 뫼 | 1995.04.01 | 312(A5) | ISBN-10 : 8980510470, ISBN-13 : 9788980510474 |
| 대도오 3 | 좌백 | 도서출판 뫼 | 1995.04.01 | 304(A5) | ISBN-10 : 8980510489, ISBN-13 : 9788980510481 |

## 재간본 서지정보
| 제목                            | 저자 | 출판사 | 출간일     | 페이지  | ISBN                                          |
| 대도오(드래곤북스 명작컬렉션 1) | 좌백 | 시공사 | 2004.04.29 | 800(A5) | ISBN-10 : 8952735846, ISBN-13 : 9788952735843 |

## 같이 보기
- 무협
- 무협 소설